# 呼腸孤病毒科
呼腸孤病毒科（學名：Reoviridae），是雙鏈RNA病毒的一個科，其學名是由respiratory enteric orphan三字的首個字母組成。本科病毒的宿主範圍很廣，包含感染脊椎動物、無脊椎動物、植物、真菌與其他真核生物的病毒，可分為光滑呼腸孤病毒亞科與刺突呼腸孤病毒亞科，共15個屬約100種病毒。有些本科病毒造成人類疾病，如輪狀病毒可造成兒童的嚴重腹瀉。另外植物呼腸孤病毒屬與水稻病毒屬為感染水稻的植物病毒，真菌呼腸孤病毒屬為真菌病毒。

## 病毒學

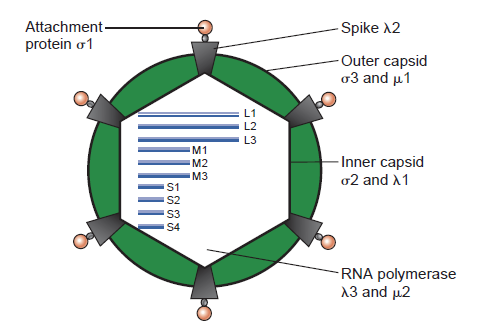
呼腸孤病毒顆粒示意圖

本科病毒不具有包膜，直徑為60－100奈米，其基因組是分為10－12段的線型雙股RNA。

## 分類
- 光滑呼腸孤病毒亞科（英语：Sedoreovirinae） Sedoreovirinae
  - 甲壳动物呼肠孤病毒属 Cardoreovirus
  - 微胞藻呼肠孤病毒属 Mimoreovirus
  - 環狀病毒屬 Orbivirus
  - 植物呼腸孤病毒屬 Phytoreovirus
  - 輪狀病毒屬 Rotavirus
  - 东南亚十二RNA病毒属（英语：Seadornavirus） Seadornavirus
- 刺突呼腸孤病毒亞科（英语：Spinareovirinae）
  - 水產呼腸孤病毒屬（英语：Aquareovirus） Aquareovirus
  - 科羅拉多壁蝨熱病毒屬 Coltivirus
  - 質型多角體病毒屬（英语：Cypovirus） Cypovirus
  - 迪诺维纳病毒属（英语：Dinovernavirus） Dinovernavirus
  - 斐濟病毒屬 Fijivirus
  - 昆虫非包裹呼肠孤病毒属（英语：Idnoreovirus） Idnoreovirus
  - 真菌呼腸孤病毒屬 Mycoreovirus
  - 正呼腸孤病毒屬 Orthoreovirus